# Loris Capirossi
Loris Capirossi (Castel San Pietro Terme, 4 de Abril de 1973) é um motociclista italiano que competia no mundial de MotoGP. 

## Carreira
Foi campeão das 125 cc em 1990 e 1991, e das 250 cc em 1998. Estreou na 500cc em 1995, mas somente continuou a partir da temporada de 2000.
Deixou as pistas em 06 de novembro de 2011, neste dia realizou sua última prova com uma Ducati 800cc (categoria MotoGP) da equipe Pramac no circuito Ricardo Tormo em Valência na Espanha onde chegou em 9º lugar. Em sua última prova correu utilizando o número 58 em sua moto no lugar de seu tradicional número 65, isto foi feito em homenagem ao piloto italiano Marco Simoncelli que faleceu 15 dias antes na prova de MotoGP na Malásia.